# Zhai Biao
Zhai Biao (翟飚S, Dí BiāoP; 14 settembre 1968) è un ex calciatore cinese.

## Carriera

### Club
Tra il 1987 ed il 1997 ha giocato complessivamente per nove stagioni nella prima divisione cinese e per due stagioni (1988 e 1989, quest'ultima vinta con la maglia della nazionale B, che in quella stagione militava nella seconda divisione cinese e con cui ha realizzato 5 reti, piazzandosi al secondo posto nella classifica marcatori del campionato) nella seconda divisione cinese.

### Nazionale
Nel 1988 è stato convocato per la Coppa d'Asia, senza però mai scendere in campo nella manifestazione.
Nel 1992 ha giocato 3 partite amichevoli (una da titolare e 2 subentrando dalla panchina) con la nazionale cinese.

## Palmarès

### Club

#### Competizioni nazionali
- Jia-A League: 1

Cina B: 1989